# Howhannes Danielian
Howhannes Danielian (ur. 3 stycznia 1974, zm. 8 sierpnia 2016) – ormiański szachista, arcymistrz od 1999 roku.

## Kariera szachowa
W 1989 i 1990 r. wystąpił w finałach mistrzostw Związku Radzieckiego juniorów, w latach 1992–1993 trzykrotnie reprezentował Armenię na mistrzostwach świata juniorów, największy sukces odnosząc w 1992 r. w Duisburgu, gdzie zdobył tytuł wicemistrza świata do 18 lat (w tym samym roku w Buenos Aires zajął również IV m. w mistrzostwach świata do 20 lat). Na przełomie 1992 i 1993 r. podzielił II m. (za Aleksandrem Oniszczukiem, wspólnie z Władimirem Georgijewem) w turnieju międzynarodowym juniorów w Hallsbergu, natomiast w 1993 r. rozegrał w Cannes mecz z Eloiem Relange, zwyciężając w stosunku 3½ – 2½ oraz wystąpił w rozegranym w Protwinie turnieju strefowym (eliminacji mistrzostw świata), zajmując VI m. w stawce 10 zawodników. W 1998 r. zwyciężył w kołowym turnieju w Moskwie, wyprzedzając m.in. Jewgienija Najera i Michaiła Saltajewa.
Od 2000 r. w turniejach klasyfikowanych przez Międzynarodową Federację Szachową startuje bardzo rzadko. W 2003 r. zajął II m. w Moskwie (za Handżarem Odiejewem), a w 2008 r. podzielił III m. w Mukaczewie (za Darmenem Sadwakasowem i Jarosławem Żerebuchem, wspólnie z Andriejem Wowkiem i Jewgienijem Wasiukowem).
Najwyższy ranking w dotychczasowej karierze osiągnął 1 kwietnia 2009 r., z wynikiem 2530 punktów zajmował wówczas 13. miejsce wśród ormiańskich szachistów.